# 紅色 (電視劇)
《红色》原名《血色孤岛》，又名《同福里的那一年》；是2014年中国大陆出品的电视连续剧，由徐兵、孙强编剧，杨磊导演。本剧于2014年8月28日起在云南经济生活频道首播，并随后于2014年9月18日登陆山东卫视、北京卫视、重庆卫视、湖北卫视黄金档播出。因为政策调整，本剧被认为是“一剧四星”的绝唱。

## 故事大纲
1937年11月11日，打了三個月的淞滬會戰落幕，國民革命軍撤退，日軍侵入，上海淪陷。身懷絕技卻隱居做小會計的徐天，因幫共產黨運送物資和保護戀人田丹而身不由己捲入了腥風血雨的廝殺，最終與日本人展開生死對決的故事。該劇於2014年9月18日登陸山東衛視、北京衛視、重慶衛視、湖北衛視黃金檔播出。

## 演员名单

### 主角
| 演员     | 角色     | 备注 |
| 张鲁一   | 徐天     | 男主角。三角地菜场会计。曾去日本陆军学院留学，后改学会计并回国。红色盲。晕血。生活上精打细算。喜欢田丹。最大的愿望就是踏踏实实、平平安安地过一辈子。                                   |
| 陶虹     | 田丹     | 女主角。留学西方的药剂师。本来同刘唐订婚，却在逃难时被抛弃，又恰逢家破人亡的惨剧，只能在长青药店打工。家境很好的淑女。红宝石西餐厅的常客。                                             |
| 周一围   | 铁林     | 男二号。麦兰捕房巡捕。祖上三代都是巡捕。刚正不阿，心地善良、单纯，武力高强，讲义气。有点理想主义。喜欢柳如丝。佩服徐天。后与金爷结义。粉丝戏称“铁妹”。                                 |
| 李天柱   | 金爷     | 江苏盐城人。早年杀过人，所以隐姓埋名，带着远房堂弟金刚混码头。街头混混，后来成为铁林把兄。前期被称作“金哥”。                                                                           |
| 刘敏     | 柳如丝   | 女二号。真名不详。沈阳人。从东北逃难到上海的歌女，期间全家人被日本飞机炸死，仙乐斯头牌。性格直爽大方，爱钱。喜欢铁林。粉丝戏称“柳爷”。                                                 |
| 高岛真一 | 木内影佐 | 日本军官，1896年出生于岩手县一个武士家庭。徐天在日本求学时的教习，非常欣赏徐天，并且在徐天落难的时候给过徐天三天饱饭。现为日军虹口司令部军官。杀死田丹父母的凶手之一。粉丝戏称“硬座”。 |

### 其他人員

#### 同福里
| 演员   | 角色   | 备注                                       |
| 吴冕   | 吴秀芬 | 徐天姆妈，同福里包租婆。                   |
| 郝蕊   | 胡翠花 | 外号小翠。在同福里开了一家书店。喜欢徐天。 |
| 王迅   | 陆宝荣 | 裁缝。喜欢小翠。同老马是冤家。             |
| 陈文波 | 老马   | 剃头匠。喜欢小翠。同陆宝荣是冤家。         |
| 任洛敏 | 老胡   | 鞋匠。聋哑人。小翠的父亲（其实是公公）。   |

#### 麦兰捕房/法租界巡捕
| 演员   | 角色   | 备注                                                                           |
| 林栋甫 | 料啸林 | 法租界总华捕，同老铁是把兄弟。仙乐斯常客。被尊称“料总”。粉丝戏称“料总低音炮”。 |
| 谢园   | 老铁   | 铁林父亲，名不详。退休巡捕。同料啸林是把兄弟。有风湿病，平时拄拐。             |
| 麦克   | 总法捕 | 法租界总法捕。器重铁林。                                                       |
| 党涛   | 大头   | 麦兰捕房巡捕。同铁林、麻杆是发小。                                             |
| 郭晓小 | 麻杆   | 麦兰捕房巡捕。同铁林、大头是发小。                                             |

#### 仙乐斯/青帮
| 演员   | 角色   | 备注                                                                               |
| 谢波   | 金刚   | 金爷远房堂弟。块头大，体力好，但是脑子不大灵光。对金爷言听计从。后期被称作“金哥”。 |
| 林威   | 七哥   | 仙乐斯舞厅老板，青帮头目。                                                         |
| 郭辉   | 老八   | 七哥手下。管理渔阳弄赌场。                                                         |
| 周逸凡 | 小九   | 七哥手下。对七哥忠心耿耿。                                                         |
| 孟召重 | 小白相 | 仙乐斯服务员，被金爷改叫做“小白脸”。                                               |
| 龙德   | 土宝   | 黑市商人。向金哥提供西药价格暴涨的市场行情。                                       |
| 萍萍   | 萍萍   | 柳如丝女佣。                                                                       |

#### 共产党相关
| 演员   | 角色     | 备注 |
| 周晓海 | 向敬方   | 中共党员，静安支部书记。徐天的前同事。平时以老师的身份隐藏在上海。 |
| 赵锦焘 | 贾小七   | 友情出演。开头牺牲的六名党员之一。电车司机。为了向徐天证明组织决心而当街刺杀八名日军，最终寡不敌众，壮烈牺牲。                                                                                                   |
| 高虎   | 胡劲松   | 友情出演。开头牺牲的六名党员之一。电厂职工，后按照徐天的设计炸毁了电厂并让影佐开始进入圈套，并被长谷枪杀。因为高虎涉毒，第一集中的戏份被大量删除，直接导致了第一集的很多内容没有交代清楚，并影响了很多人的观看。 |
| 夏子涵 | 张小芬   | 开头牺牲的六名党员之一。宪兵队里的打字员。在宪兵队静候影佐，刺杀不成，最终引爆炸弹，壮烈牺牲。 |
| 孙蛟龙 | 费栋     | 开头牺牲的六名党员之一。费梁兄弟。被安排炸毁已经被日军控制的油船，从而进一步激怒影佐。期间壮烈牺牲。 |
| 李超   | 费梁     | 开头牺牲的六名党员之一。费栋兄弟。被安排抢夺已经被日军控制的弹药船并全速驶离港口，造成行动目标是这搜弹药船的假象。期间壮烈牺牲。                                                                                 |
| 洪剑涛 | 谷建刚   | 友情出演。开头牺牲的六名党员之一。横滨正金银行襄理。被安排在办公室炸死影佐，但没有成功，最终被长谷枪杀，壮烈牺牲。                                                                                               |
| 姚安濂 | 田鲁宁   | 友情出演。田丹父亲，爱国资本家。资助共产党不少药物，其中一船盘尼西林险些被日本人扣住。为保护徐天，承认自己是主谋，被长谷当着铁林和徐天的面射杀。                                                                 |
| 周红   | 张美莲   | 田丹母亲，田鲁宁妻子。被长谷杀死。 |
| 张宝月 | 贾小七妻 | 纺织工人。和贾小七感情很好。 |

#### 日军
| 演员   | 角色     | 备注                                                                       |
| 赵健   | 长谷     | 影佐的左膀右臂。性格残暴，手段残忍。                                       |
| 高峰   | 山口靖一 | 日本军人，在广慈医院被田丹设计，用硫酸灼伤。在长谷死后接替成为影佐的助手。 |
| 高玉庆 | 武藤     | 日本军官，伪政府筹备委员会会长。对盘尼西林过敏。                           |
| 石路   | 三井     | 日本商人。                                                                 |

#### 长青药店/军统
| 演员   | 角色   | 备注                                                                                       |
| 戚云鹏 | 方长青 | 长青药店老板，实为军统特务。和刘唐是旧交。                                                 |
| 常玉红 | 方嫂   | 方长青妻子。军统特务。和田丹关系很好并一直照顾她。一直想过平常日子。似乎对枪支的维护不力。 |
| 周云深 | 严复   | 军统特务，从北方来上海与方家接头。                                                         |

#### 汪伪政府
| 演员   | 角色   | 备注                                                             |
| 杨子骅 | 王擎汉 | 汉奸。汪伪政府大员。刘唐的老师。                                 |
| 朱旭   | 刘唐   | 汉奸，田丹的前未婚夫。王擎汉的学生。逃难时抛弃了患难与共的田丹。 |

#### 其他角色
| 演员   | 角色   | 备注 |
| 李成儒 | 白老板 | 友情出演。上海滩大佬，倒卖私烟。东北人，和柳如丝惺惺相惜。                                                   |
| 荣蓉   | 冯大姐 | 徐天上司，三角地菜市场会计小组组长。号称喜欢占卜，经常给徐天看面相和手相。疑似喜欢徐天。粉丝戏称为“冯半仙”。 |
| 郁晓东 | 欢哥   | 菜场伙计，驾驶卡车。                                                                                         |
| 闵国辉 | 豹哥   | 武指客串。白老板手下。                                                                                       |

## 音乐
音樂歌曲：高偉然編曲   袁莉媛演唱   程池製作
《愛神的箭》 ---1947電影“歌女之歌”插曲  原唱：周璇.  作曲:黎錦光   作詞:陳蝶衣
《假正經》 --- 原唱:白光   1948年諜戰片《六二六間諜網》插曲之一，由這部電影的編劇葉逸芳作詞，著名音樂家黎錦光作曲。
《花好月圓》 --- 原唱:周璇   作曲:嚴華.   作詞:範煙橋，發行於1940年2月1日。
《今夕何夕》---1948電影“人盡可夫”插曲 原唱:白光   作曲:陳瑞楨   作詞:徐蘇靈
《斷翅的蝴蝶》 --- 原唱:丁薇  作曲:三寶  作詞:黃小茂

## 评价
一经播出，《红色》便收获广泛好评。截至2018年1月19日，《红色》在豆瓣电影上有超过5万人评分，平均得分高达9.2，并入选豆瓣年度“评分最高的大陆剧集”榜单，评分仅次于《战长沙》（目前，《红色》的评分已经超过《战长沙》）。网友表示，本剧“看完就空虚，逢人便安利”，同时“继日本的毛利侦探社和英国的贝克街221号之后，中国终于也拥有了自己的推理圣地——上海的三角地菜场”。本剧的粉丝们甚至还建立了专题论坛——“红色小窝”。
《红色》在年轻人中也具有相当高的人气。在某弹幕视频网站上，未删减版《红色》的播放量已经高达700万，并仍在不断增长。网络脱口秀《暴走看啥片儿》特地在第三季第14集开专题介绍并盛赞本片。
新华网指出，虽然电视剧标题容易让人误以为本剧是又一部“抗日神剧”，但本剧中正反派角色的高智商和弄堂生活的鲜活可爱使得本剧成为2014年度最不该错过的好剧之一。